# The Mystery Rider

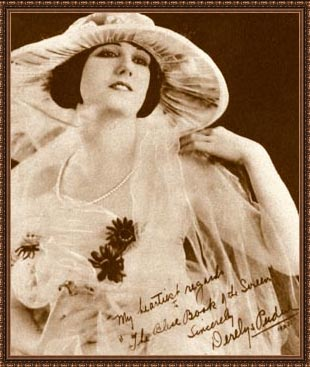
Derelys Perdue, atriz que interpreta Grace Wentworth no seriado.

The Mystery Rider é um seriado estadunidense de 1928, gênero Western, dirigido por Robert J. Horner e Jack Nelson, em 10 capítulos, estrelado por William Desmond, Derelys Perdue e Tom London. Único seriado produzido pela Robert J. Horner Productions, foi distribuído pela Universal Pictures e veiculou nos cinemas estadunidenses a partir de 25 de novembro de 1928.
Este seriado é considerado perdido.

## Elenco
- William Desmond	 ...	Winthrop Lane / The Mystery Rider
- Derelys Perdue	 ...	Grace Wentworth
- Tom London	 ...	David Manning / The Claw
- Bud Osborne	 ...	Bull Leonard
- Walter Shumway	 ...	Norman Wentworth
- Ned Bassett	 ...	Xerife
- Syd Saylor
- Ben Corbett
- Slim Lucas
- Jack Shannon
- Bud McClure

## Capítulos
1. The Clutching Claw
2. Trapped
3. The Stampede
4. Hands Up
5. Buried Alive
6. The Fatal Shot
7. Hurled Through Space
8. Unmasked
9. Doomed
10. The End of the Trail

Fonte: 